# Šejdračka bahenní
Šejdračka bahenní (Zannichellia palustris) je druh jednoděložných rostlin z čeledi rdestovité (Potamogetonaceae). Starší taxonomické systémy ji často řadí do samostatné čeledi šejdračkovité (Zannichelliaceae).

## Popis
Jedná se o vytrvalou vodní rostlinu s tenkými oddenky, kořenící ve dně. Lodyha je dole plazivá a často v uzlinách kořenující, nahoře vzplývá, celá rostlina je ponořená. Listy jsou jednoduché, jen ponořené, přisedlé, většinou (kromě nekvetoucích větví) vstřícné (na rozdíl od rdestů rodu Potamogeton, které mají listy většinou střídavé). Čepele jsou celistvé, čárkovité. Palisty jsou vyvinuty, jsou objímavé, v mládí často trubkovité. Jedná se o jednodomou rostlinu s jednopohlavnými květy. Květy jsou v květenstvích, v dvoukvětých vrcholících víceméně v úžlabí listu, kdy jeden květ je samčí a druhý samičí a vykvétají pod vodou. Okvětí u samčích květů chybí, u samičích se jedná o 3 srostlé okvětní lístky v 1 přeslenu, tvořící bazální kápovitou strukturu. Tyčinek je v samčích květech 1-2, opalování se děje pomocí vody. Gyneceum je apokarpní, složené ze 2-9 plodolistů. Semeník je svrchní. Plod je suchý, nepukavý, v souplodí, jedná se o nažku, na vrcholu s krátkým zobánkem.

## Rozšíření ve světě
Šejdračka bahenní roste ve velké části světa. Je rozšířena v Evropě, Asii, Severní Americe, Střední Americe, Jižní Americe, v Africe a Austrálii.

## Rozšíření v Česku
V ČR roztroušeně od nížin do podhůří. Roste nejčastěji ve stojatých, spíše eutrofních vodách.

## Poddruhy
Jedná se o velmi variabilní druh. Je rozlišováno více poddruhů, které někteří autoři považují i za samostatné druhy, některé jsou taxonomicky sporné. Kaplan (2002) rozlišuje na území ČR dva poddruhy: Zannichelia palustris subsp. palustris a Zannichellia palustris subsp. pedicellata.